# 鍛治町 (津山市)
鍛治町（かじまち）は岡山県津山市にある地名。郵便番号は708-0077。鍛冶町という表記がされる場合もある。

## 地理
西は南新座、北は戸川町、新職人町、南と東は新魚町に接する。

## 歴史

### 沿革
- 1889年6月1日 - 町村制施行により、津山城下町の鍛治町他、宮川以西の町が合併して西北条郡津山町となる。
- 1900年4月1日 - 津山町が東南条郡津山東町を編入するとともに、西北条郡が西西条郡、東南条郡、東北条郡と合併し、苫田郡津山町となる。
- 1923年4月1日 - 苫田郡林田村が町制・改称、津山東町となる。
- 1929年2月11日 - 津山町が周辺の町村と合併し、市制施行し、津山市となる。

### 地名の由来
刀鍛冶などが多く集まった金属工業の町だったことに由来。

## 世帯数と人口
2021年（令和3年）1月1日現在の世帯数と人口は以下の通りである。
| 町丁   | 世帯数 | 人口 |
| ------ | ------ | ---- |
| 鍛治町 | 16世帯 | 32人 |

## 小・中学校の学区
市立小・中学校に通う場合、学区は以下の通りとなる。
| 番地 | 小学校           | 中学校             |
| ---- | ---------------- | ------------------ |
| 全域 | 津山市立北小学校 | 津山市立鶴山中学校 |

## 交通

### 道路
- 国道、県道は通っていない。

## 施設
- 全秦通商事業本部
- 養老乃瀧 鍛治町店